# Feeling Through
Feeling Through è un cortometraggio drammatico del 2019 diretto da Doug Roland. 

## Trama
A New York, un adolescente senzatetto di nome Tereek si sta godendo una serata con i suoi amici. Mentre si allontanano, Tereek nota un uomo sordo e cieco di nome Artie con un bastone e un cartello che chiede assistenza per attraversare la strada. Tereek tocca con esitazione Artie per offrirgli il suo aiuto e Artie scrive il numero dell'autobus che deve prendere; così il ragazzo lo accompagna alla fermata dell'autobus e i due si presentano gradualmente. Nonostante Tereek riceva messaggi dalla sua fidanzata, che lo sta aspettando, decide di restare con Artie e di assicurarsi che salga sull'autobus.
Artie dice a Tereek di avere sete, così i due si dirigono verso un minimarket dove Tereek usa i soldi di Artie per comprare a lui una bibita e a se stesso una barretta di cioccolato, intascando 10 dollari. Tornano alla fermata dell'autobus, ma perdono l'autobus. Mentre aspettano, Artie dice a Tereek che era a un appuntamento e che deve farsi dare un colpetto dall'autista dell'autobus quando arriva alla sua fermata. Finalmente l'autobus arriva e i due salgono. Tereek dice all'autista di cosa ha bisogno Artie e l'uomo accetta bruscamente di aiutarlo. Artie e Tereek si assicurano a vicenda che andrà tutto bene e si abbracciano. Quando Tereek scende dall'autobus, mette i 10 dollari che ha preso dal portafoglio di Artie nella tazza di un senzatetto che dorme.

## Produzione
Il cortometraggio, che racconta l'improbabile legame tra un adolescente in difficoltà e un uomo sordocieco, è nato dall'incontro del regista Doug Roland con un sordocieco a New York anni prima. Il titolo Feeling Through è un gioco di parole: è un riferimento alla comunità dei sordociechi, che è al centro del film, in quanto i membri di tale comunità navigano nel mondo attraverso il tatto, mentre il significato metaforico si riferisce al viaggio personale del protagonista che ha dovuto imparare attentamente ad aprire il suo cuore senza necessariamente sapere come farlo.
L'aver capito che in quell'unica interazione era passato dal vedere Arte come un suo handicap a vederlo come un amico ha ispirato la storia di quello che poi è diventato Feeling Through.
(Doug Roland)
Roland ha collaborato con l'Helen Keller National Center per realizzare il film e ha scritturato un attore sordocieco nel ruolo principale. 

## Promozione
Oltre alla proiezione del film ai festival, Roland ha collaborato con l'Helen Keller National Center per creare un evento di proiezione completamente accessibile chiamato "The Feeling Through Experience", che comprende Feeling Through insieme a un documentario di supporto chiamato Connecting the Dots, seguito da una tavola rotonda e da domande e risposte con la comunità sordocieca.

## Riconoscimenti
- 2020 - Port Townsend Film Festival[1]
  - Vincitore Premio del pubblico - Miglior cortometraggio narrativo
  - Vincitore Miglior attore per Robert Tarango e Steven Prescod
- 2020 - Portland Film Festival[1]
  - Vincitore Premio del pubblico - Miglior cortometraggio narrativo
- 2021 - Oscar[5][6]
  - Candidatura per il miglior cortometraggio